# Space Dandy
Space Dandy (スペース ダンディ Supēsu Dandi?) es una serie de televisión de anime producida por Bones. La serie sigue las desventuras de Dandy, un cazador de extraterrestres que es "un chico elegante en el espacio", en busca de extraterrestres raros y desconocidos con su asistente robot QT y su amigo felino llamado Meow.
El anime ha sido licenciado por Funimation en Norteamérica, Madman Entertainment en Australia y por Anime Limited en el Reino Unido. La serie se emitió por primera vez en Estados Unidos el 4 de enero de 2014 a las 23:30 horas. ET/PT en el bloque de programación Toonami de Adult Swim. La serie comenzó a transmitirse en Japón en Tokyo MX a las 11 p. m. JST el 5 de enero de 2014, seguido de TV Osaka, TV Aichi, BS Fuji y AT-X. La serie se transmite simultáneamente en el sudeste asiático al mismo tiempo que en Japón en Animax Asia. La serie también se ha transmitido en Australia en SBS 2 desde el 3 de octubre de 2015. Tras la adquisición de Crunchyroll por parte de Sony, la serie se trasladó a Crunchyroll obteniendo la licencia de la serie fuera de Asia.
Una adaptación de manga se publicó en la revista Young Gangan de Square Enix del 20 de diciembre de 2013 al 3 de octubre de 2014. El manga tiene licencia en inglés de Yen Press. Los 13 episodios de la primera temporada se emitieron de enero a marzo de 2014 y la segunda temporada (también con 13 episodios) se estrenó el 5 de julio de 2014.

## Sinopsis
La ópera espacial sigue las desventuras de Dandy, un cazarrecompensas extraterrestre que es "un tipo elegante en el espacio", en busca de extraterrestres raros y no descubiertos con su asistente robot QT y su amigo felino llamado Meow. Aunque él y su tripulación actúan con las mejores intenciones, a pesar de ser normalmente tontos y casi inútiles, Dandy no sabe que el Dr. Gel del Imperio Gogol lo persigue.
La serie tiene una continuidad suelta, con varios episodios en los que los principales protagonistas y antagonistas mueren, se convierten en zombis o quedan atrapados en diferentes dimensiones durante períodos de tiempo, solo para que aparezcan con normalidad en el próximo episodio. También hay muchas referencias a la ciencia ficción, la música, el anime y la cultura de Internet más antiguos.